# Vicente Valdés (estación)
Vicente Valdés es una estación de combinación ferroviaria y terminal por una línea que forma parte de la red del Metro de Santiago de Chile. Se encuentra por subterráneo entre las estaciones Vicuña Mackenna y Rojas Magallanes en la Línea 4, y es antecededida por la estación Bellavista de La Florida en la Línea 5.

## Entorno y características

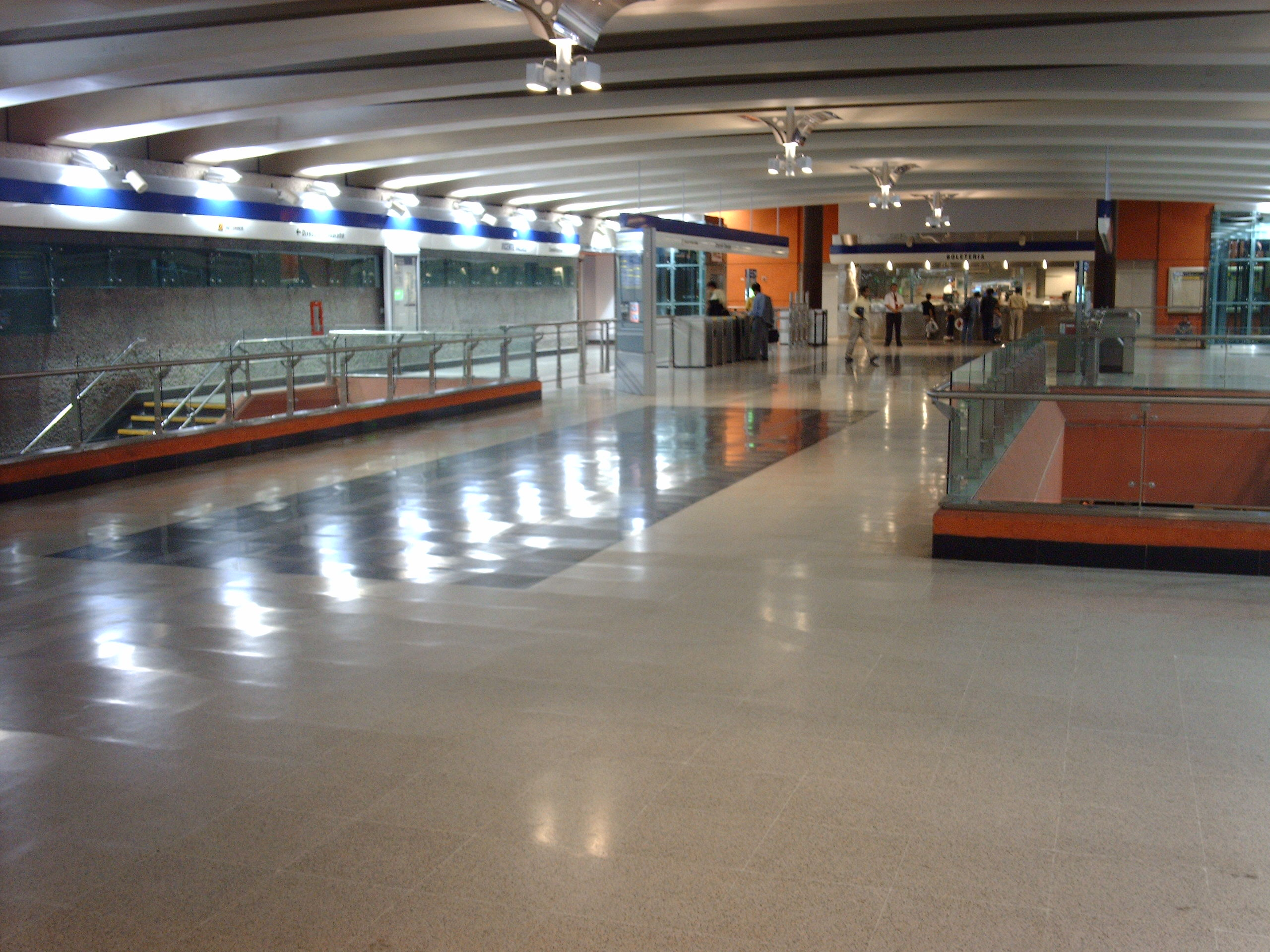
Boleterías de la estación.

La estación se ubica en el paradero 15 de Avenida Vicuña Mackenna, en La Florida. Inaugurada el 30 de noviembre de 2005, se caracteriza por tener un gran flujo de pasajeros de lunes a domingo, principalmente por su cercanía con la avenida Américo Vespucio y el sector comercial de Bellavista de La Florida, además de ser un punto de transbordo con la Red Metropolitana de Movilidad y con las líneas 4 y 5 del Metro. La estación posee una afluencia diaria promedio de 32 784 pasajeros.
El entorno inmediato de la estación es mayormente residencial con poco comercio, rasgo distintivo de la comuna de La Florida. En sus cercanías hay un supermercado Unimarc, un centro médico de Red Salud, restaurantes, automotoras y locales menores. Hacia el este de la estación está el Santuario de Schoenstatt, mientras que hacia el oeste los comercios se extienden más. Hacia el sur y hacia el norte se presentan rasgos netamente residenciales. La estación está aproximadamente a 500 metros del paso de la Autopista Vespucio Sur.

### Accesos
| Acceso | Intersección                                   |
| ------ | ---------------------------------------------- |
| A      | Av. Vicuña Mackenna Poniente Alt. 7800         |
| B      | Av. Vicuña Mackenna Oriente Alt. 8200          |
| C      | Av. Vicuña Mackenna Oriente con Vicente Valdés |
| D      | Av. Vicuña Mackenna Poniente con Don Pepe      |

## Origen etimológico
El nombre de esta estación se debe a que se ubica bajo la intersección de Avenida Vicuña Mackenna con la calle Vicente Valdés, la que se denomina así en honor al primer alcalde de La Florida, quien fue elegido por los dueños de los fundos de la nueva comuna, en 1900. Posteriormente, fue reelecto entre 1903 y 1907 y entre 1915 y 1918.

## Galería

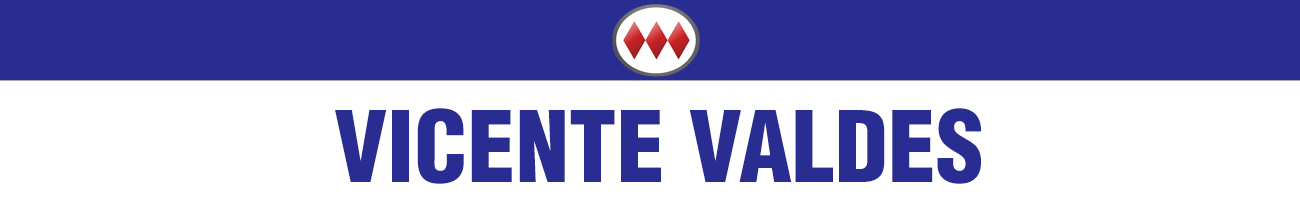
Cenefa utilizada actualmente en los andenes de la Línea 4.
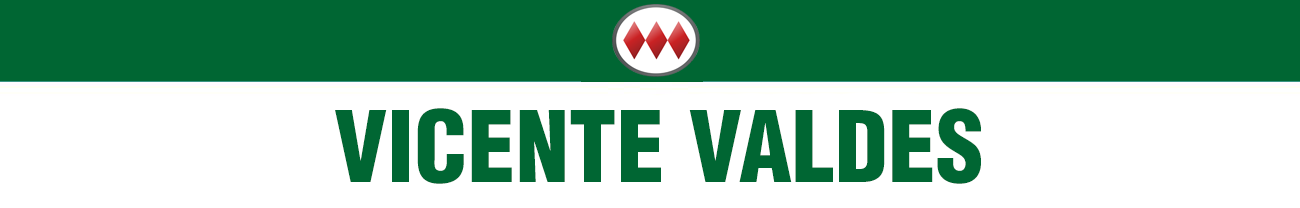
Cenefa utilizada actualmente en los andenes de la Línea 5.

## Conexión con Red Metropolitana de Movilidad
La estación posee 4 paraderos de la Red Metropolitana de Movilidad en sus alrededores, los cuales corresponden a:
| Paradero/ Código                        | Recorridos |
| --------------------------------------- | --- |
| Parada 1 / Metro Vicente Valdés (PE126) | 204n (Gabriela) - 210 (Puente Alto) - 210e (Puente Alto) - 210v (Av. México) - 213e (Puente Alto) - 224 (Gabriela) - 224c (Gabriela) - F30n (Bajos de Mena) |
| Parada 2 / Metro Vicente Valdés (PE151) | 210 (Estación Central) - 210e (Estación Central) - 210v (Estación Central) - 213e (Plaza Italia) - 323 (Metro Bellavista de La Florida) - 325 (Metro Irarrázaval) - E07 (Metro Bellavista de La Florida) - E08 (Metro Bellavista de La Florida) - E15c (Metro Bellavista de La Florida) - F25 (Metro Bellavista de La Florida) - F30n (La Moneda) |
| Parada 3 / Metro Vicente Valdés (PE524) | 323 (La Loma) - 325 (Gabriela) - E07 (Rojas Magallanes) - E08 (Diego Portales) - E10 (El Hualle) - E13 (Gabriela) - E14 (San José de La Estrella) - E15c (Gabriela) - F25 (Bajos de Mena) |
| Parada 4 / Metro Vicente Valdés (PE575) | E10 (Santa Rosa Paradero 21) - E13 (Metro Bellavista de La Florida) - E14 (Metro Bellavista de La Florida) - E18 (Metro Bellavista de La Florida) |